# Cartagena, Kolumbija
Cartagena, mesto znano že od kolonialne dobe kot Cartagena de Indias (špansko:  [kaɾtaˈxena ðe ˈindjas], je mesto in glavno pristanišče na severni obali Kolumbije v Karibski naravni regiji. Strateška lokacija mesta med rekama Magdalena in Sinú, ki je bilo ustanovljeno leta 1533, je omogočilo enostaven dostop do notranjosti Nove Granade in postalo glavno pristanišče za trgovino med Španijo in njenim čezmorskim imperijem, s čimer se je njegov pomen uveljavil v zgodnjih 1540-ih. V kolonialni dobi je bilo ključno pristanišče za izvoz perujskega srebra v Španijo in za uvoz zasužnjenih Afričanov po sistemu asiento. To je bilo mogoče braniti pred piratskimi napadi na Karibih.
Sodobna Cartagena je glavno mesto departmaja Bolívar in je imela 1.028.736 prebivalcev po popisu iz leta 2018, zaradi česar je drugo največje mesto v regiji, za mestom Barranquilla, in peto največje mesto v Kolumbiji. Mestno območje Cartagene je šesto največje mestno območje v državi, za Bucaramango. Gospodarske dejavnosti so pomorska in petrokemična industrija ter turizem.
Sedanje mesto – poimenovano po Cartageni v Španiji – je bilo ustanovljeno 1. junija 1533; vendar naselitev različnih domorodcev v regiji okoli zaliva Cartagena izvira iz leta 4000 pr. n. št. V španskem kolonialnem obdobju je imela Cartagena ključno vlogo pri upravljanju in širitvi španskega imperija. Bila je središče politične, cerkvene in gospodarske dejavnosti. Leta 1984 sta bila Cartagena kolonialno obzidano mesto in trdnjava uvrščena na Unescov seznam svetovne dediščine.
Bila je tudi prizorišče bitke pri Cartageni de Indias leta 1741 med vojno Jenkinsovega ušesa med Španijo in kraljevino Veliko Britanijo.

## Zgodovina

### Predkolumbovsko obdobje: 4000 pr. n. št. – 1500 n. št.
Zdi se, da je kultura Puerto Hormiga, ki jo najdemo na karibski obali, zlasti na območju od delte reke Sinú do zaliva Cartagena, prva dokumentirana človeška skupnost v današnji Kolumbiji. Arheologi ocenjujejo, da se je okoli 4000 pred našim štetjem oblikovala kultura blizu meje med sedanjimi departmaji Bolívar in Sucre. Na tem območju so arheologi našli najstarejše keramične predmete v Ameriki, ki izvirajo iz približno 4000 let pred našim štetjem. Glavni razlog za širjenje primitivnih družb na tem območju naj bi bila sorazmerno blago podnebje in obilica divjih živali, ki je lovcem omogočala udobno življenje.
Arheološke raziskave datirajo upad kulture Puerto Hormiga in z njo povezanih naselij okoli 3000 pr. n. št. Domneva se vzpon veliko bolj razvite kulture Monsú, ki je živela na koncu kanala Dique blizu današnjih sosesk Cartagene Pasacaballos in Ciénaga Honda na skrajnem severnem delu otoka Barú. Zdi se, da je kultura Monsú podedovala uporabo lončarske umetnosti kulture Puerto Hormiga in da je razvila tudi mešano gospodarstvo kmetijstva in osnovne proizvodnje. Prehrana ljudi Monsú je temeljila predvsem na školjkah ter sladkovodnih in slanovodnih ribah.
Razvoj družbe Sinú v današnjih departmajih Córdoba in Sucre je zasenčil ta prvi razvoj okoli območja Cartagenskega zaliva. Do španske kolonizacije so številne kulture, ki izhajajo iz jezikovnih družin Karib, Malibu in Arawak, živele vzdolž kolumbijske karibske obale. V pozni predkolumbijski dobi je bila Sierra Nevada de Santa Marta dom ljudstva Tayrona, katerih jezik je bil tesno povezan z jezikovno družino Čibča.
Okoli leta 1500 našega štetja so območje naseljevala različna plemena iz karibske jezikovne družine, natančneje poddružina Mocane.
Mocane vasi Karibov okoli zaliva Cartagena so vključevale:
- na peščenem otoku s pogledom na ocean v današnjem središču mesta: Calamarí
- na otoku Tierrabomba: Carex
- na Isla Barú, nato polotok: Bahaire
- na današnjem Mamonalu, vzhodna obala zunanjega zaliva: Cospique
- v primestnem območju Turbaco: pleme Yurbaco

Nekatera hčerinska plemena Calamarov so živela v današnji soseski Pie de la Popa, druge podružnice iz Cospique pa so živele na območjih Membrilal in Pasacaballos. Med njimi so po najzgodnejših razpoložljivih dokumentih imeli prednost Kalamari. Ta plemena so, čeprav so bila fizično in administrativno ločena, imela skupno arhitekturo, kot so strukture koč, sestavljene iz okroglih prostorov z visokimi strehami, ki so bile obkrožene z obrambnimi lesenimi palisadami.

### Prvo srečanje z Evropejci: 1500–1533
Rodrigo de Bastidas je v letih 1500–1501 potoval na Biserno obalo in zaliv Uraba. Ferdinand V. Aragonski je 14. februarja 1504 sklenil pogodbo o potovanju Juana de la Cose (ok. 1450 –1510) v Urabo. Vendar je Juan de la Cosa umrl leta 1510 skupaj s 300 možmi Alonsa de Ojede po oboroženem spopadu z avtohtonimi prebivalci in preden je Juan de la Cosa lahko pridobil območje Urabskega zaliva. Podobne pogodbe so bile leta 1508 podpisane z Diegom de Nicueso za naselje Veragua in z Alonsom de Ojedo za naselje Uraba, »kjer je bilo zlato že pridobljeno na prejšnjih potovanjih«,po Floydu.
Po neuspešnem poskusu, da bi Alonso de Ojeda leta 1506 našel kraj Antigua del Darién in kasnejši neuspešni ustanovitvi San Sebastiána de Urabá leta 1517 s strani Diega de Nicuese, je južna karibska obala postala neprivlačna za kolonizatorje. Raje so imeli bolj znano Hispaniolo in Kubo.
Čeprav je bila kraljeva kontrolna točka za trgovino, je Casa de Contratación (kronska agencija za trgovino Španije) Rodrigu de Bastidasu (1460–1527) dovolila, da ponovno izvede odpravo kot adelantado na to območje, je Bastidas raziskal obalo in na svojem prvem potovanju proti jugu leta 1527 iz Guajire opazil delto reke Magdalene, potovanje, ki se je končalo v zalivu Urabá, kjer so bila propadla prva naselja. De Nicuesa in De Ojeda sta opazila obstoj velikega zaliva na poti od Santo Dominga do Urabá in Panamske ožine, kar je Bastidasa spodbudilo k raziskovanju.

### Kolonialno obdobje: 1533–1717
Po pogodbi s kraljico Ivano Kastiljsko je Pedro de Heredia 14. januarja 1533 vstopil v Cartagenski zaliv s tremi ladjami, baržo, 150 možmi in 22 konji. Kmalu je našel zapuščeno vas Calamari. V nadaljevanju do Turbaca, kjer je bil Juan de la Cosa 13 let prej smrtno ranjen, je Heredia vodil celodnevno bitko, preden je priglasil zmago. Heredia se je s pomočjo India Catalina kot vodnika in prevajalca podal na trimesečno raziskovalno odpravo. Aprila 1533 se je vrnil v Calamari z zlatimi predmeti, vključno s 132 funtov težkim ježevcem iz čistega zlata. V kasnejših odpravah je Heredia napadal grobnice in templje kulture Sinú. Njegova vladavina kot guverner Cartagene je trajala 22 let, preden je umrl ob vrnitvi v Španijo leta 1544.
Cartageno je 1. junija 1533 ustanovil španski poveljnik Pedro de Heredia na nekdanji lokaciji avtohtone karibske vasi Calamarí. Mesto je dobilo ime po pristaniškem mestu Cartagena v Murciji na jugovzhodu Španije, kjer je prebivala večina Herediovih mornarjev. Kralj Filip II. Španski je leta 1574 Cartageni podelil naziv mesto (ciudad), leta 1575 pa je dodal »najbolj plemenito in zvesto«.
Zaradi vse večjega pomena mesta kot pristanišča za izvoz perujskega srebra iz Potosija v Španijo je postalo očitna tarča piratov in francoskih korsarjev, ki so jih spodbujale Francija, Anglija in Nizozemska. Leta 1544 je mesto izropalo 5 ladij in 1000 mož pod poveljstvom francoskega gusarja Jean-Françoisa Robervala, ki je izkoristil mesto še brez obzidja. Heredia se je bil prisiljen umakniti v Turbaco, dokler ni bila plačana odkupnina. Obrambni stolp San Felipe del Boqueron je leta 1566 zgradil guverner Anton Davalos. Zaščitil naj bi sidrišče in Bahia de las Animas, vodni pas v Plaza de lar Mar (trenutni Plaze de la Aduana), vendar je imela baterija trdnjave omejen doseg. Nato je francoski pirat Martin Cote leta 1569 udaril s 1000 možmi in preplavil mesto
Nekaj mesecev po katastrofi invazije Cota je požar uničil mesto in prisilil ustanovitev gasilske enote, prve v Ameriki.
Leta 1568 je sir John Hawkins poskušal prepričati guvernerja Martína de las Alasa, naj v mestu odpre sejem, ki bi njegovim ljudem omogočil prodajo tujega blaga. To je bila kršitev španske zakonodaje, ki je prepovedovala trgovino s tujci. Guverner ga je zavrnil. Hawkins je 8 dni bombardiral mesto, vendar ni imel pomembnega vpliva in se je umaknil. Nato je Francis Drake napadel aprila 1586 s 23 ladjami in 3000 možmi. Drake je požgal 200 hiš in stolnico, odšel pa je šele, ko je bila mesec dni pozneje plačana odkupnina.
Španija je nato leta 1586 naročila vojaškemu inženirju Bautisti Antonelliju oblikovanje glavne sheme za obrambo svojih karibskih pristanišč. To je vključevalo drugi obisk Cartagene leta 1594, ko je sestavil načrte za obzidano mesto.
Leta 1610 je bil v Cartageni ustanovljen Sveti urad inkvizicije, palača inkvizicije pa je bila dokončana leta 1770. Obsodbe so bile izrečene na glavnem mestnem trgu, današnjem Plaza de Bolivar, med slovesnostmi Autos de Fe. Zločini pod njeno jurisdikcijo so vključevali krivoverje, bogokletstvo, bigamijo in čarovništvo. Skupno je bilo 767 ljudi kaznovanih, od denarnih kazni, nošenja sanbenita, do dosmrtnega zapora ali celo smrti za pet nesrečnih duš. Inkvizicija je bila ukinjena z osamosvojitvijo leta 1811.
Prve sužnje je pripeljal Pedro de Heredia, da so delali kot macheteros in čistili grmovje. Do 17. stoletja je Cartagena postala pomemben trg sužnjev v Novem svetu, osredotočen na Plaza de los Coches. Evropski trgovci s sužnji so v tem obdobju začeli dovažati zasužnjene ljudi iz Afrike. Španija je bila edina evropska sila, ki v Afriki ni ustanovila postaj za nakup sužnjev, zato se je španski imperij zanašal na sistem Asiento de Negros, monopolna pogodba med špansko krono in različnimi trgovci za pravico zagotavljanja afriških sužnjev kolonijam v Španiji.
Guverner Francisco de Murga je podobno kot v Segovii naredil Notranji zaliv za "nepremagljivo laguno", ki je vključevala utrdbe El Boquerón, Castillo Grande, Manzanillo in Manga. Poleg obzidja, zgrajenega za obrambo zgodovinskega okrožja Calamari, je Francisco de Murga od leta 1631 ogradil Getsemani z zaščitnimi zidovi. To je vključevalo baterijo Media Luna v San Antoniju, ki je bila med bastijonoma Santa Teresa in Santa Barbara, ki je varovala edina vrata in nasip na celino.
Praksa Situado je ponazorjena v višini mestne subvencije med letoma 1751 in 1810, ko je mesto prejelo vsoto 20.912.677 španskih realov.
Napad na Cartageno aprila 1697 med devetletno vojno, ki so ga izvedli sir Bernard Desjean, baron de Pointis in Jean Baptiste Ducasse, je bil za Cartageno hud udarec. Baronove sile so vključevale 22 velikih ladij, 500 topov in 4000 vojakov, medtem ko je Ducassejeve sile sestavljalo 7 ladij in 1200 bukanirjev. Hitro so premagali 30 mož Sancha Jimena de Orozca v utrdbi San Luis de Bocachica. Nato je padel tudi San Felipe de Barajas in mesto je bilo obstreljeno. Ko so bila vrata Media Luna vlomljena in Getsemani okupiran, je guverner Diego de los Rios kapituliral. Baron je odšel po enem mesecu plenjenja (približno 2 milijona livr), Ducasse pa je sledil teden kasneje.
Ko je kralj Filip II. zaposlil italijanskega inženirja Juana Bautisto Antonellija za načrtovanje glavnega načrta utrdb za Cartageno, se je gradnja dejansko nadaljevala naslednjih dvesto let. 17. marca 1640 so tri portugalske ladje pod poveljstvom Rodriga Lobo da Silve nasedle v kanalu Bocagrande. To je pospešilo nastanek peščene grede, ki je kmalu povezala polotok Bocagrande z otokom Tierrabomba. Obramba zaliva se je nato premaknila na dve utrdbi na obeh straneh Bocachice, San Jose in San Luis de Bocachica. San Luis je po angleškem napadu leta 1741 zamenjal San Fernando. Naslednji ozek prehod je tvoril otok Manzanillo, kjer je bil zgrajen San Juan del Manzanillo in Santa Cruz O Castillo Grande nasproti Cruz Grande v Punta Judio, oba povezana s plavajočo verigo. Končno je bil zgrajen še San Felipe del Boqueron, kasneje San Sebastian del Pastelillo. Samo mesto je bilo obkroženo z obročem bastijonov, povezanih s kurtinami. Utrjen je bil tudi otok Getsemani. Mesto na kopenski strani, na vrhu hriba San Lazaro, je ščitil Castillo San Felipe de Barajas, poimenovan v čast španskega kralja Filipa IV. in guvernerja Pedra Zapate de Mendoze, očeta markiza Barajasa, grofa Barajasa. Dokončana leta 1654, je bila utrdba razširjena v 18. stoletju in je vključevala podzemne hodnike in galerije.
- Glede na ohranjene opise so bili domovi prazgodovinskih prebivalcev mesta morda zelo podobni tem kočam kulture Taíno v Baconau
- Pedro de Heredia, ustanovitelj mesta in raziskovalec njegovega zaledja
- Zemljevid mesta pred kratkim ustanovljen in brez obzidja (ok. 1550)
- Zgodovinsko središče je obdano z 11 kilometri obrambnega obzidja. To je bilo dopolnjeno z utrdbami ob obali, zaradi česar je Cartagena postala vojaško nepremagljivo mesto. Obzidje, izdelano v več fazah, je bilo zasnovano za zaščito mesta pred nenehnimi napadi piratov, z gradnjo leta 1586.
- Convento de Santo Domingo, ustanovljen leta 1551, je najstarejša cerkev v Cartageni. Leta 1588, dve leti po napadu Francisa Drakea na mesto, je cerkvi s kraljevim odlokom dodeljenih 500 pesosov za nadaljevanje popravil stavbe, ki je niso prizadeli angleški napadi. Do 19. stoletja ga je zasedal dominikanski redovni red.
- Iglesia de San Pedro Claver. Telo svetega Petra Claverja se nahaja v njegovem glavnem oltarju.
- Ilustracija napada francoskih zasebnikov na Cartegeno leta 1697. Napad je vodil Bernard Desjean, baron de Pointis, ki je pobegnil s približno 2.000.000 livrov plena. V ozadju se vidi goreče naselje.

### Obdobje podkralja: 1717–1811
18. stoletje se je za mesto gospodarsko začelo slabo, saj so Bourboni prekinili konvoje Carrera de Indias. Vendar pa je z ustanovitvijo podkraljestva Nova Granada in nenehnimi anglo-španskimi konflikti Cartagena prevzela trdnjavo kot »vrata v indijanski Peru«. Do leta 1777 je mesto vključevalo 13.700 prebivalcev z garnizonom 1300. Prebivalstvo je leta 1809 doseglo 17.600.
Leta 1731 je Juan de Herrera y Sotomayor ustanovil Vojaško akademijo za matematiko in prakso utrdb v Cartageni. Znan je tudi po oblikovanju Puerta del Reloj od leta 1704.

#### Napad 1741
Od sredine aprila 1741 je mesto prestalo obleganje velike britanske armade pod poveljstvom admirala Edwarda Vernona. Spopad, znan kot bitka pri Cartageni de Indias, je bil del večje vojne za Jenkinsovo uho. Britanska armada je vključevala 50 vojnih ladij, 130 transportnih ladij in 25.600 mož, vključno z 2000 severnoameriškimi kolonialnimi pehotami. Španska obramba je bila pod poveljstvom Sebastiána de Eslave in Don Blasa de Leza. Britancem je uspelo zavzeti Castillo de San Luis pri Bocachici in izkrcati marince na otokih Tierrabomba in Manzanillo. Severnoameričani so nato zavzeli hrib La Popa.
Po neuspelem napadu na San Felipe Barajas 20. aprila 1741, v katerem je umrlo 800 Britancev in še 1000 ujetih, je Vernon odpravil obleganje. Do takrat je imel veliko bolnih moških zaradi tropskih bolezni. Zanimiva opomba k bitki je bila vključitev polbrata Georgea Washingtona, Lawrencea Washingtona, med severnoameriške kolonialne čete. Lawrence je pozneje svoje posestvo Mount Vernon poimenoval v čast svojega poveljnika.

#### Srebrna doba (1750–1808)
Leta 1762 je Antonio de Arebalo objavil svoj obrambni načrt, Poročilo o posestvu obrambe na avenijah Cartagene de Indias. Ta inženir je nadaljeval delo, da je Cartagena postala nepremagljiva, vključno z gradnjo od 1771 do 1778, 3400 jardov dolgega podvodnega pomola čez Bocagrande, imenovanega Escollera. Arebalo je pred tem dokončal San Fernando in utrdbo-baterijo San Jose leta 1759, nato pa je dodal El Angel San Rafael na hribu El Horno kot dodatno zaščito čez Bocachico.
Med popisi v 18. stoletju je bil tudi posebni popis iz leta 1778, ki ga je uvedel takratni guverner D. Juan de Torrezar Diaz Pimienta – kasnejši podkralj Nove Granade – po naročilu markiza Ensenade, ministra za finance – tako da bi predvideli številke za njegov davčni projekt Catastro, ki je uvedel univerzalni davek na nepremičnine, za katerega je verjel, da bo prispeval k gospodarstvu, hkrati pa dramatično povečal kraljeve prihodke. Popis iz leta 1778 je poleg tega, da je imel pomen za gospodarsko zgodovino, zahteval, da se vsaka hiša podrobno opiše in da se naštejejo njeni stanovalci, zaradi česar je popis postal pomembno orodje. Popis je razkril, kar je Ensenada upal. Vendar so njegovi sovražniki na dvoru prepričali kralja Karla III., da je nasprotoval davčnemu načrtu.

### 1811 do 21. stoletja
Več kot 275 let je bila Cartagena pod špansko oblastjo. Z Napoleonovim zaprtjem Karla IV. in Ferdinanda VII. ter začetkom polotoške vojne so kmalu sledile latinskoameriške vojne za neodvisnost. V Cartageni sta 4. junija 1810 kraljevi komisar Antonio Villavicencio in mestni svet Cartagene izgnala španskega guvernerja Francisca de Montesa zaradi sumov naklonjenosti francoskemu cesarju in francoskim okupacijskim silam, ki so strmoglavile kralja. Ustanovljena je bila vrhovna hunta skupaj z dvema političnima strankama, eno je vodil Jose Maria Garcia de Toledo, ki je predstavljal aristokrate in drugo, ki sta jo vodila Gabriel in German Piñeres, ki sta predstavljala navadne ljudi Getsemanija. Končno je bila 11. novembra podpisana Deklaracija o neodvisnosti, ki je razglašala »svobodno državo, suvereno in neodvisno od vse dominacije in podrejenosti kateri koli oblasti na Zemlji«. Podpora razglasitvi neodvisnosti vodje delavskega razreda in obrtnik Pedro Romero je bil ključnega pomena pri spodbujanju hunte, da jo sprejme.
Reakcija Španije je bila, da je poslala pomirjevalno odpravo pod poveljstvom Pabla Morilla, pacifista in Pascuala de Enrileja, ki je vključevala 59 ladij in 10.612 mož. Mesto je bilo oblegano 22. avgusta 1815. Mesto je branilo 3000 mož, 360 topov in 8 ladij ter pomožna majhna plovila pod poveljstvom Manuela del Castilla y Rada in Juana N. Enslave. Vendar je bilo do takrat mesto pod vladavino stranke Garcia de Toledo, ki je izgnala Germana in Gabriela Piñeresa ter Simona Bolivarja. Do 5. decembra je okoli 300 ljudi na dan umrlo zaradi lakote ali bolezni, zaradi česar jih je bilo 2000 prisiljeno pobegniti na plovilih, ki jih je zagotovil francoski plačanec Louis Aury. Do takrat jih je umrlo 6000. Morillo je v maščevanje po vstopu v mesto 24. februarja 1816 ustrelil devet uporniških voditeljev, kar je danes znano kot Camellon de los Martires. Med njimi sta bila José María García de Toledo in Manuel del Castillo y Rada.
Končno je domoljubna vojska pod vodstvom generala Mariana Montille, ki jo je podprl admiral José Prudencio Padilla, oblegala mesto od avgusta 1820 do oktobra 1821. Ključna naloga je bilo uničenje skoraj vseh kraljevih ladij, zasidranih na otoku Getsemani 24. junija. 1821. Potem ko se je guverner Gabriel Torres predal, je Simon Bolivar Cartageni podelil naslov Herojsko mesto. Bolivar je v mestu od 20. do 28. julija 1827 preživel 18 dni, bival je v vladni palači na Trgu razglasitve in bil gost banketa, ki ga je priredil Jose Padilla v svoji rezidenci na Calle Larga.
Žal je vojna, zlasti zaradi Morillovega obleganja, dolgo vplivala na mesto. Z izgubo sredstev, ki jih je prejela kot glavna kolonialna vojaška postojanka in izgubo prebivalstva je mesto propadalo. Po osamosvojitvi je utrpelo dolg upad, osrednja vlada v Bogoti pa ga je večinoma zanemarila. Dejansko je njegovo prebivalstvo doseglo število pred letom 1811 šele v začetku 20. stoletja.
Ta upad je bil tudi posledica bolezni, vključno z uničujočo epidemijo kolere leta 1849. Kanal del Dique, ki je mesto povezoval z reko Magdaleno, je bil napolnjen z muljem, kar je povzročilo drastično zmanjšanje obsega mednarodne trgovine. Vzpon pristanišča Barranquilla je le še poslabšal upad trgovine. Med predsedovanjem Rafaela Nuñeza, ki je bil rojen v Cartageni, je centralna vlada končno vložila v železnico in druge infrastrukturne izboljšave ter posodobitev, ki so pomagale mestu, da si opomore.
Cartagena je glavno mesto departmaja Bolívar.

## Geografija
Cartagena je na severu Kolumbije, na 10°25'N 75°32'W. Na zahodu gleda na Karibsko morje. Na jugu je zaliv Cartagena, ki ima dva vhoda: Bocachica (Mala usta) na jugu in Bocagrande (Velika usta) na severu. Za njeno obalno črto so morfološko značilne razpršene plaže.
Cartagenski zaliv je ustje s površino približno 84 km2.
Cartagena ima tropsko mokro in suho podnebje. Vlažnost je v povprečju okoli 90 %, deževna sezona pa običajno traja od maja do novembra. Podnebje je običajno vroče in vetrovno.

### Soseske

#### Severno območje
Na tem območju je mednarodno letališče Rafael Núñez, ki je v soseski Crespo, deset minut vožnje od centra ali starega dela mesta in petnajst minut stran od sodobnega območja. Zona Norte, območje, ki je tik severno od letališča, ima Hotel Las Americas, urad za urbani razvoj Barcelone de Indias in več izobraževalnih ustanov. Staro mestno obzidje, ki obdaja središče mesta (Downtown) in sosesko San Diego, je jugozahodno od Crespa. Na obali Karibov med Crespom in starim mestom ležita soseski Marbella in El Cabrero.

#### Downtown
Downtown Cartagene ima raznoliko arhitekturo, predvsem v kolonialnem slogu, vendar je mogoče videti stavbe v republikanskem in italijanskem slogu, kot je zvonik stolnice.
Glavni vhod v središče mesta so Puerta del Reloj (Vrata z uro), ki izstopajo na Plaza de los Coches (Trg kočij). Nekaj korakov naprej je Plaza de la Aduana (Carinski trg), poleg županovega urada. V bližini je trg San Pedro Claver in cerkev, imenovana tudi po svetem Petru Claverju, kjer je v skrinji shranjeno telo jezuitskega svetnika ("svetnik afriških sužnjev"), ter Muzej moderne umetnosti.
V bližini je Plaza de Bolívar (Bolivarjev trg) in  palača inkvizicije. Plaza de Bolívar (prej znan kot Plaza de La Inquisicion) je v bistvu majhen park s kipom Simóna Bolívarja v središču. Ta trg je obdan s kolonialnimi zgradbami z balkoni. Ob ulici se vrstijo senčne kavarne na prostem.
Urad zgodovinskih arhivov, posvečen zgodovini Cartagene, ni daleč. Poleg arhiva je vladna palača, poslovna stavba guvernerja departmaja Bolivar. Nasproti palače je stolnica v Cartageni, ki sega v 16. stoletje.
Druga pomembna verska stavba je Iglesia de Santo Domingo pred trgom Plaza Santo Domingo (trg Santo Domingo). Na trgu je skulptura Mujer Reclinada ("Ležeča ženska"), darilo uglednega kolumbijskega umetnika Fernanda Botera. V bližini je hotel Tcherassi, 250 let star kolonialni dvorec, ki ga je obnovila oblikovalka Silvia Tcherassi.
V mestu je samostan očetov avguštincev in univerza v Cartageni. Ta univerza je središče visokega šolstva, odprta za javnost v poznem 19. stoletju. Claustro de Santa Teresa (samostan Saint Theresa) je bil preurejen in je postal hotel, ki ga upravlja Charleston Hotels. Ima svoj trg, zaščiten z bastijonom San Francisca.
20 minut hoje od centra mesta je Castillo de San Felipe de Barajas, ena največjih utrdb, ki so jih zgradili Španci v svojih kolonijah. Vsi predori so bili zgrajeni tako, da je bilo mogoče slišati korake bližajočega se sovražnika. Nekateri predori so danes odprti za ogled.

#### San Diego
San Diego je dobil ime po lokalnem samostanu San Diego, ki je zdaj znan kot stavba Univerze lepih umetnosti. Pred njo je samostan redovnic reda svete Klare, zdaj hotel Santa Clara. V okolici je cerkev Santo Toribio, zadnja cerkev, zgrajena v obzidanem mestu. Zraven je trg Fernández de Madrid, ki časti junaka Cartagene, Joséja Fernándeza de Madrida, čigar kip je mogoče videti v bližini.
Znotraj starega mesta je Las Bóvedas (kolonada), konstrukcija, pritrjena na stene trdnjave Santa Catalina. Z vrha te konstrukcije je vidno Karibsko morje.

#### Getsemaní
Nekoč okrožje, za katerega je značilen kriminal, je Getsemani, južno od starodavne obzidane trdnjave, postal »najbolj moderna soseska v Cartageni in eno najnovejših žarišč v Latinski Ameriki«, s trgi, ki so bili nekoč prizorišče preprodaje mamil in predelanih starih stavb v butične hotele.

#### Bocagrande
Bocagrande (Velika usta) je območje, znano po svojih nebotičnikih. Območje vsebuje večino mestnih turističnih objektov, kot so hoteli, trgovine, restavracije, nočni klubi in umetniške galerije. Je med zalivom Cartagena na vzhodu in Karibskim morjem na zahodu in vključuje dve soseski El Laguito (Malo jezero) in Castillogrande (Veliki grad). Bocagrande ima dolge plaže in veliko komercialnih dejavnosti vzdolž Avenide San Martín.
Plaže Bocagrande, ki ležijo ob severni obali, so iz vulkanskega peska, ki je rahlo sivkaste barve. Zaradi tega je voda videti blatna, čeprav ni. Približno vsakih 180 metrov so valobrani.
Na strani zaliva polotoka Bocagrande je morski sprehod. V središču zaliva je kip Device Marije. v Bocagrandeju je tudi Pomorska baza, ki gleda na zaliv.

## Gospodarstvo
Glavne gospodarske dejavnosti v Cartageni so industrija, turizem in trgovina. Pristanišče Cartagena je eno največjih v Južni Ameriki.
Druga ugledna podjetja so Cementos Argos, Miss Colombia, Kola Román, Indufrial, Amazon Pepper, Vikings SA, Distribuidora Ltda Refrigeration, Central Ingenio Colombia, Parfumery Lemaitre, Cartagena Rafinery Cellux Colombiana SA, Flour Three Castles, Polyban International, SA, S CheABmMiller, SA , Cemex, Dole in Abocol.
Proste cone so območja znotraj lokalnega ozemlja, ki imajo posebna carinska in davčna pravila. Namenjene so spodbujanju industrializacije blaga in opravljanja storitev, usmerjenih predvsem na tuje trge in tudi na domači trg.
- Parque Central Zona Franca: območje, odprto leta 2012 v občini Turbaco v okrožju Cartagena de Indias. Obsega površino 115 hektarjev. Ima stalno cono (faza 1 – faza 2) ter logistično in komercialno cono za MSP.
- Industrijsko blago in storitve Zona Franca ZOFRANCA Cartagena SA: je 14 kilometrov od središča mesta, na koncu industrijskega sektorja in ima zasebni dok Mamonal.
- Zona Franca Turística en Isla De Barú je na otoku Baru, znotraj močvirja Portonaito. Turistična cona, odobrena leta 1993, ponuja vodne poti, morski turizem in urbani razvoj.

### Turizem
Turizem je temelj gospodarstva. Spodaj so turistična mesta, ki so znotraj obzidanega mesta Cartagena:
- Kolonialna arhitektura z koreninami v andaluzijskem slogu.
- samostan, križni hodnik in kapela Nuestra Señora de la Candelaria de la Popa na vrhu gore Popa
- Stolnica Katarine Aleksandrijske
- Cerkev in samostan San Pedro Pedro Claver
- Samostan in cerkev Santo Domingo
- Palača inkvizicije
- Teatro Heredia
- Muzej zlata v Cartageni
- Las Bóvedas
- Zvonik
- Trdnjave v Cartageni de Indias: od dvajsetih trdnjav, ki sestavljajo obzidje v okrožju Getsemaní, jih danes stoji še 16, ohranjenih v dobrem stanju. Leta 1586 je bilo naročeno najslavnejšemu vojaškemu inženirju španske krone v tistem času, Italijanu Battisti Antonelliju, da utrdi mesto. Dela projekta so se dokončno končala v 17. stoletju. Cartagena je postala nepremagljiva trdnjava, ki se je uspešno upirala napadom barona Pontisa do leta 1697. V 18. stoletju so utrdbenemu kompleksu dali nove prizidke, ki jih je izdelal inženir Antonio de Arévalo. Začetni utrdbeni sistem vključuje samo mestni del, bastijon pristanišča San Matías na vhodu v prehod Bocagrande in stolp San Felipe del Boquerón, ki je nadzoroval zaliv las Ánimas. Postopoma so v vseh prehodih prevladovale trdnjave: trdnjava San Luis, trdnjava San José in trdnjava San Fernando v Bocachici, trdnjava San Rafaél in trdnjava Santa Bárbara v Pochachici (prehod na jugozahodu), trdnjava Santa Cruz, trdnjava San Juan de Manzanillo in trdnjava San Sebasi de Pastellilo okoli notranjosti Bahíe, Castillo de San Felipe de Barajas, v skali, ki dominira nad mestom z vzhoda in dostop do zaščitene ožine Cerebro. Utrdbe San Felipe de Barajas v Cartageni so zaščitile mesto med številnimi obleganji, zaradi česar je bil njen značaj in ugled nepremagljiv. Opisane so kot mojstrovina španskega vojaškega inženiringa v Ameriki.

Mesto ima nadobudno hotelsko industrijo z majhnimi butičnimi hoteli, ki so predvsem skoncentrirani v obzidanem mestu in večjimi hoteli v soseski Bocagrande ob plaži. Območje Getsemanía tik pred obzidjem je tudi priljubljen kraj za majhne hotele in hostle.
Zunaj mesta Cartagena so Las Islas del Rosario. Ti otoki so med najpomembnejšimi kolumbijskimi narodnimi parki. Večino otoka je mogoče doseči v eni uri ali manj iz mestnih dokov.

## Kultura
Prvi karnevali in zahodna gledališča, ki so služila v Novi Granadi, so delovala na današnji Calle del Coliseo. To je bila dejavnost, ki sta jo skrbela podkralj Manuel de Guirior in Antonio Caballero y Góngora, ki sta tako kot njuni predhodniki večino časa svojega mandata vladala v Cartageni.
Teatro Adolfo Mejía, nekdanji Teatro Heredia, ki so ga odprli leta 1911 po navdihu Teatra Tacón iz Havane, je zasnoval Jose Enrique Jaspe. Po letih zapuščenosti je bil v 90. letih prejšnjega stoletja obnovljen in je še naprej kulturno središče.
Tu sta še:
- Mestna muzejska Palača inkvizicije, odprta v 1970-ih
- Svetišče in muzej sv. Marije Bernarde Bütler. (ustanoviteljica sester frančiškank misijonark Gospe Nenehne Pomoči).[30]

### Svetovna dediščina
Pristanišče, trdnjave in skupino spomenikov v Cartageni so leta 1984 izbrali Organizaciji Združenih narodov za izobraževanje, znanost in kulturo (UNESCO) kot pomembne za svetovno dediščino, saj so najobsežnejše utrdbe v Južni Ameriki. Pomembne so tudi zato, ker so v zalivu, ki je del Karibskega morja. Sistem con deli mesto na tri soseske: San Sebastian in Santa Catalina s stolnico in številnimi palačami, kjer so živeli premožni in so delovale glavne vladne zgradbe, San Diego ali Santo Toribio, kjer so živeli trgovci in srednji sloj in Getsemani, predmestne priljubljene četrti.